# 拉林科纳达 (西班牙)
拉林科纳达，是西班牙安达卢西亚自治区塞维利亚省的一个市镇。总面积140平方公里，总人口29282人（2001年），人口密度209人/平方公里。